# Lhok Jok (Sawang)
Lhok Jok is een bestuurslaag in het regentschap Aceh Utara van de provincie Atjeh, Indonesië. Lhok Jok telt 362 inwoners (volkstelling 2010).